# Josef Klemann
Josef Klemann OSFS (auch Joseph Klemann, * 7. Mai 1871 in Hamburg; † 21. März 1960 im Haus Overbach) war Apostolischer Vikar von Groß-Namaland.

## Leben
Josef Klemann trat der Ordensgemeinschaft der Oblaten des hl. Franz von Sales bei und empfing am 29. Juni 1912 die Priesterweihe. Papst Pius XI. berief ihn am 24. Februar 1931 zum Apostolischen Vikar von Groß-Namaland und Titularbischof von Drusiliana. 
Die Bischofsweihe erfolgte am 19. April desselben Jahres durch den Erzbischof von Wien Friedrich Gustav Kardinal Piffl CanReg; Mitkonsekratoren waren Ernst Karl Jakob Seydl, Weihbischof in Wien, und Franz Kamprath, Weihbischof in Wien. Von seinem Amt trat er am 10. November 1942 zurück.